# Emma Vuitton
Emma Vuitton est une kayakiste française née le 15 octobre 2003.

## Carrière
Elle remporte la médaille d'or en K1 par équipes aux Championnats d'Europe de slalom 2022 avec Camille et Romane Prigent.
Elle est médaillée d'or en K1 par équipes aux Championnats d'Europe de slalom de canoë-kayak 2023, qui font partie des Jeux européens de 2023 à Cracovie.